# Gregor Fučka
Gregor »Uncle« Fučka, slovensko-italijanski košarkar, * 7. avgust 1971, Kranj.

## Kariera
Fučka je profesionalno kariero začel pri Union Olimpiji v sezoni 1989/90, kjer pa ni ostal dolgo saj je že po koncu te sezone po nagovoru znanega trenerja Bogdana Tanjevića prestopil k Stefanelu iz Trsta. V tem klubu je igral vse do konca sezone 1996/97 ko je prestopil k Fortitudu Bologni. Kasneje je igral še za Barcelono (2003–2006), Girono (2006–2007) in nazadnje za Lottomatico Romo (2007–2008).

## Reprezentanca
Fučka je po prestopu k Stefanelu prejel italijansko državljanstvo in že leta 1991 zaigral za Italijansko mladinsko reprezentanco. Za člansko reprezentanco je igral na evropskih prvenstvih leta 1995,1997,1999 in 2001, Olimpijskih igrah leta 2000 ter na Svetovnem prvenstvu leta 1998. 

## Igralčev profil
Fučka igra na položaju krilnega centra, po potrebi tudi centra. Je levičar, za  svojo višino-2.15 m pa je zelo hiter in okreten, obenem pa ima odličen met tako od blizu kot od daleč.

## Priznanja
| Nagrade - Italian League All-Star: 1996, 1999, 2000 - Italian League All-Star MVP: 2000 - Italian League Finals MVP: 2000 - Evropsko prvenstvo Najkoristnejši igralec : 1999 - po izboru revije Superbasket najboljši Evropski košarkar-Mister Europa: 2000 | Naslovi - Italian League Championship: 1996,2000 - Italian Cup: 1996,1998 - Italian SuperCup: 1999 - Spanish national league-ACB: 2003,2004 - Spanish national cup-Copa del Rey: 2003 - Spanish supercopa: 2004 - Euroleague: 2003 - Evropsko prvenstvo zlata medalja: 1999 - Evropsko prvenstvo srebrna medalja: 1997 |